# Nick Bassett
Nick Bassett es un músico, productor y compositor estadounidense originario de Modesto, California. Es el guitarrista líder y fundador de la banda de shoegaze Whirr y anteriormente bajista en la banda de shoegaze Nothing. También participó como guitarrista en el primer álbum de la banda de blackgaze Deafheaven.

## Carrera
Bassett formó la banda Whirl en octubre de 2009. La banda cambió su nombre a Whirr después de que una instrumentista que ejercía bajo el nombre de Whirl interpusiera una denuncia pues lo tenía registrado ante derechos de autor. Bassett compuso varios demos de canciones y se los mostró a los demás miembros de la banda, por lo que decidieron crear música influenciada por géneros como el shoegaze y el dream pop.
Bassett tocó el bajo para la banda Nothing de 2013 a 2018. Antes de su integración, Whirr mantenía una gira con Nothing en la primavera de 2013, durante la cual colaboró con el líder de Nothing, Domenic Palermo en un proyecto paralelo influenciado por el rock gótico llamado Death of Lovers. Death of Lovers lanzó el sencillo Buried Under a World of Roses en octubre de 2013, seguido de su primer álbum de estudio The Acrobat, en noviembre de 2017.
Bassett formó el dúo de indie pop Camera Shy con la excantante de Whirr, Alexandra Morte en 2014. Lanzaron su EP debut, Jack-O-Lantern, el 24 de junio de 2014 y su álbum homónimo el 14 de julio de 2015.
En 2016, Bassett compuso el score para la serie de televisión de Bret Easton Ellis, The Deleted.
En 2017, Bassett colaboró con la banda Cloakroom en su segundo álbum Time Well, contribuyendo con partes de piano.

## Discografía

### con Whirr
- Demo (2010, independiente)
- Distressor EP (2011, Graveface)
- June (2011, Tee Pee)
- Pipe Dreams (2012, Tee Pee)
- Whirr / Anne (split con Anne) (2012, Run For Cover)
- "Color Change"/"Flat Lining" (split con Monster Movie) (2012, Graveface)
- Around (2013, Graveface)
- Part Time Punks Sessions (2013, Run For Cover)
- Sway (2014, Graveface)
- Whirr / Nothing (split con Nothing) (2014, Run For Cover)
- Feels Like You (2019, independiente)
- Raw Blue (2024, Free Whirl Records)

### con Nothing
- Tired of Tomorrow (2016, Relapse)
- Dance on the Blacktop (2018, Relapse)

### con Camera Shy
- Jack-O-Lantern (2014, Run For Cover)
- Whirr / Crying / Makthaverskan / Camera Shy (2014, Run For Cover)
- Crystal Clear (2015, Run For Cover)
- Camera Shy (2015, Run For Cover)

### con Death of Lovers
- Buried Under a World of Roses (2013, Deathwish)
- The Acrobat (2017, Dais Records)

### con Deafheaven
- Roads to Judah (2011, Deathwish)
- Deafheaven / Bosse-de-Nage (2012, Deathwish)

### con Cloakroom
- Time Well (2017, Relapse)

### con Silence in the Snow
- Levitation Chamber (2019, Prophecy Productions)

### con Pink Slip
- Perpetual Care (2020, independiente)

### con Oubliette
- Big Spin EP (2021, independiente)
- Two Songs EP (2022, independiente)

### en filmes y televisión
- The Deleted (Acreditado como Compositor de temas y editor, 2016, Dirigido por Brett-Easton Ellis)